# AIDAstella
Die AIDAstella ist ein Kreuzfahrtschiff der britisch-amerikanischen Carnival Corporation & plc. Das Schiff wurde als letztes Schiff der modifizierten Sphinx-Klasse auf der Meyer-Werft in Papenburg gebaut und ist seit Auslieferung im März 2013 für die speziell auf den deutschen Markt ausgerichtete Konzernmarke AIDA Cruises im Einsatz.
Die AIDAblu, die AIDAmar und die AIDAsol sind baugleiche Schwesterschiffe.
Wie die anderen AIDA-Schiffe fährt sie unter italienischer Flagge. Für den operativen Kreuzfahrtbetrieb ist Costa Crociere in Genua verantwortlich.

## Geschichte

### Auftragsvergabe und Bau
Für den Ausbau der Marke AIDA Cruises gab die Carnival Corporation & plc am 12. August 2010 bei der Meyer-Werft in Papenburg ein weiteres Schiff der Sphinx-Klasse in Auftrag. Das insgesamt siebte Schiff dieser Bauklasse und das vierte, dessen Baupläne gegenüber dem Typschiff AIDAdiva um ein zusätzliches halbes Deck erweitert wurden. Der Preis lag nach Angaben des Konzerns bei 330 Mio. Euro. Am 25. Januar 2013 wurde die AIDAstella ausgedockt. In der Nacht des 9. Februar 2013 begann die Überführung der AIDAstella über die aufgestaute Ems von Papenburg nach Emden. Die Passage erfolgte mittels des Emssperrwerks. Hierfür wurde die Ems ab 23:00 Uhr des 8. Februar geschlossen. Um 10:15 Uhr des 9. Februar passierte das Schiff das Emssperrwerk.
Nach jahrelanger harter Kritik durch Umweltschutzverbände, darunter vor allem durch den Naturschutzbund Deutschland, präsentierte das Unternehmen die AIDAstella als besonders umweltfreundlich. Neben einem im Vergleich zur übrigen Flotte verringerten Verbrauch, wurde erstmals eine Anlage eingebaut, die verhindern soll, dass Organismen über das Ballastwasser in fremde Lebensräume gelangen und dort Schaden anrichten. Darüber hinaus war die AIDAstella auch das erste Schiff der AIDA-Flotte, das bereits ab Werft für den Einsatz von Landstrom vorgesehen war, wie er durch die in Hamburg betriebene LNG-Hybrid-Barge bereitgestellt werden kann. Bei der tatsächlichen Nutzung kam ihr jedoch im Mai 2015 bei Aufnahme des Betriebs der inzwischen auch als Hummel bekannten Barge das Schwesterschiff AIDAsol zuvor.
Die AIDAstella war der letzte Neubau ihrer Schiffsklasse. Mit der AIDAprima wurde 2016 das erste von zwei Kreuzfahrtschiffen der Hyperion-Klasse ausgeliefert.

### Taufe
Die Taufe fand am 16. März 2013 in Warnemünde statt. Taufpaten waren acht Mitarbeiterinnen des Kreuzfahrtunternehmens und je eine Mitarbeiterin der Werft und des Konstruktionsbüros Partnership Design.
Im Jahr 2014 nahm die AIDAstella jeweils an den Hamburg Cruise Days und an der Feier zum 825. Geburtstag des Hamburger Hafens teil.

## Kabinen und Bordeinrichtungen
Die Kabinen, Decksgrundrisse und die Ausstattung der AIDAstella orientieren sich an den bisher realisierten Schiffen der modifizierten „Sphinx“-Klasse. Neben den sieben Restaurants verfügt auch die AIDAstella über eine Bordbrauerei. Wie schon bei der AIDAmar sind auch bei der AIDAstella die Innenkabinen mit Flachbildschirmen ausgestattet, um auch dort Meerblick anzubieten.